# La Pitita
La Pitita es el nombre popular de una canción contrarrevolucionaria, cantada por absolutistas, como réplica al Trágala —que hacía referencia a la Constitución de Cádiz— de los liberales españoles tras el pronunciamiento militar de Rafael del Riego, al comienzo del Trienio Liberal. La canción es también citada en La araña negra (1893), de Vicente Blasco Ibáñez. La letra del himno contrarrevolucionario dice así:

Españoles, aliados,

clamemos: Religión!

¡Viva el rey!¡Viva la paz!

¡Viva la paz y la buena unión!.

Pitita, bonita,

con el pío, pío, pon.

¡Viva Fernando

y la Inquisición!

Según Augusto Martínez Olmedilla

## La PititaenFortunata y Jacinta
Benito Pérez Galdós, en su primer libro de Fortunata y Jacinta hace mención de "La Pitita" como algo tan vergonzante que sólo un borracho en su más aguda inconsciencia confesaría haber cantado.

"Pidiéronle que cantara la Pitita, y hay motivos para creer que la cantó, aunque él lo niega en redondo. En medio del desconcierto de sus sentidos, tuvo conciencia del estado en que le habían puesto, y el decoro le sugirió la idea de la fuga."
Benito Pérez Galdós: Fortunata y Jacinta (libro I, primera parte, cap. III.2 )